# Mišo Cebalo
Mišo Cebalo (Zagabria, 6 febbraio 1945 – Zagabria, 2 settembre 2022) è stato uno scacchista croato, fino al 1991 jugoslavo, Grande maestro.

## Biografia
Iniziò a giocare a scacchi all'età di 5 anni sotto la guida del padre, un giocatore attivo negli anni del dopoguerra. A 13 anni cominciò a frequentare un circolo cittadino e all'età di 20 anni partecipò a Titograd al campionato jugoslavo, uno dei più forti di tutti i tempi, ottenendo il titolo di Maestro. Sospese poi per alcuni anni l'attività scacchistica per frequentare i corsi di lingue dell'Università di Zagabria, studiando in particolare il latino, l'italiano e il francese.
Dopo aver ottenuto un'occupazione presso il Centro per la Cultura Fisica di Zagabria, nel 1977 riprese l'attività scacchistica. Nel 1978 diventò Maestro Internazionale. Il titolo di Grande maestro gli venne assegnato nel 1985 in seguito alla brillante vittoria nel torneo zonale di Kavala (Grecia), un punto e mezzo davanti a Predrag Nikolić.
Nel 2009 vinse il 19º Campionato del mondo seniores svoltosi a Condino.
Sposato dal 1971, i suoi hobby erano la letteratura scacchistica, il bridge e il cinema.

## Migliori risultati
Campionati
- - Vukovar 1981 (3º-4º) – Vrbas 1982 (4º-6º) – Castelnuovo 1983 (3º-5º) – Subotica 1984 (4º-5º) – Novi Sad 1985 (2º dopo spareggio con Marjanović per il titolo) – Zagabria 2003 (3º) – Vukovar 2005 (5º-7º)

Tornei Zonali e Interzonali
- -   Zonale di Budua 1981 (2º-3º) – Zonale di Kavala 1985 (1º) – Interzonale di Mende-Taxco (6º-7º, vinse Jan Timman)

Tornei a squadre
- - Medaglia d'oro in terza scacchiera all'Olimpiade per studenti di Örebro (Svezia) del 1966 (medaglia di bronzo di squadra).
  - Medaglia d'argento al campionato europeo di Plovdiv (Bulgaria) nel 1983

Tornei chiusi
- - Atene 1976 (= 1º) – Barcellona 1976 (= 1º) – Roma 1985 (2º-3º) – Biel 1986 (3º-4º) – Berna 1988 (1º) – Torneo di Capodanno C di Reggio Emilia 1991 (1º) – Zagabria 1993 (= 1º) – Milano "Crespi" 2001 (1º)

Tornei open
- - Roma 1964 (1º) – San Benedetto del Tronto 1969 (1º) – Biel 1975 (1º-3º, 1º per il Bucholz) – Liegi 1980 (1º) – Caorle 1984 (1º) – Abbazia 1984 (1º) – Zagabria 1990 (1º) – Cannes 1990 e 1996 (1º) – Đakovo 1993 (1º) – Bled 1994 (1º) – Portorose 1994 (1º) – Genova 1997 (1º) – Torino 1998 (1º) – Bratto 2005 (1º-2º, 1º Vladimir Epišin per il Bucholz) – Festival Luigi Amalfi dell'Isola d'Elba 2007 (1º con 8 ½ su 9)

Come delegato FIDE per la Croazia nel periodo 1991-1994 vinse la battaglia diplomatica per l'ammissione del suo paese (che aveva ottenuto l'indipendenza nel 1991) nella famiglia scacchistica internazionale, ottenendo la presenza della squadra olimpica croata già nell'Olimpiade di Manila 1992, dove giocò in prima scacchiera.